# An (họ)
An là một họ của người ở Vùng văn hóa Đông Á. Trung Quốc (chữ Hán: 安, Bính âm: An), Triều Tiên (Hangul: 안, Romaja quốc ngữ: An hoặc Ahn) và Việt Nam. Năm 2008, đây là họ phổ biến thứ 110 ở Cộng hòa Nhân dân Trung Hoa, với hơn 1,7 triệu dân .Trong Bách gia tính họ này xếp thứ 79. Về mức độ phổ biến, họ này xếp thứ 20 ở Hàn Quốc theo thống kê năm 2000.

## Người Việt Nam họ An
- An Lâm Tới, Cầu Thủ Futsal
- An Đình Doanh, Phó Trưởng ban Tổ chức Đảng ủy Chính phủ

## Người Trung Quốc họ An
- An Lộc Sơn, nguyên họ là Khang, sau đổi thành An theo họ cha dượng, thủ lĩnh phiến quân thời nhà Đường
- An Khánh Tự, con trai của An Lộc Sơn, thủ lĩnh phiến quân thời nhà Đường
- An Sùng Chương (安重璋), tướng quân Sogdian và Lương Công trong thời nhà Đường, người đã đổi tên thành Li Baoyu trong cuộc nổi loạn An Lộc Sơn (để bản thân và gia đình tránh khỏi tai tiếng của An Lộc Sơn)
- An Tông (安同) : Người Liêu Đông thời Bắc Ngụy, là một vị quan nghiêm minh, học giỏi, nề nếp gia phong, người thời bấy giờ ca ngợi ông có tài giúp đời
- An Thế Cao (安世高), nhà truyền giáo Phật giáo đầu tiên đến Trung Quốc và là cựu hoàng tử Parthia
- An Đức Hải (安德海): Một thái giám vào cuối triều đại nhà Thanh,  được Mục Tông Đế và Từ Hi Thái hậu của nhà Thanh vô cùng sủng ái
- An Diễm Phượng, đại kiện tướng cờ vua quốc tế Trung Quốc
- An Kim Bằng (安金鹏): Nhà toán học Đại học Bắc Kinh (Peking University)
- Lưu Diệc Phi (刘亦菲): diễn viên, ca sĩ người Mỹ gốc Hoa với tên khai sinh là An Phong (giản thể: 安風; phồn thể: 安风)

## Người Hàn Quốc họ Ahn/An
- An Chang-ho (Hangul: 안창호, Hanja: 安昌浩, Hán Việt: An Xương Hạo), chính trị gia Triều Tiên đầu thế kỷ XX
- An Chang-nam (Hangul: 안창남, Hanja: 安昌男, Hán Việt: An Xương Nam), phi công người Triều Tiên đầu tiên
- Ahn Eak-tai (Hangul: 안익태, Hanja: 安益泰, Hán Việt: An Ích Thái), nhà soạn nhạc người Triều Tiên
- Ahn Sung-ki (Hangul: 안성기, Hanja: 安聖基, Hán Việt: An Thái Cơ), Diễn viên Hàn Quốc
- Ahn Jae Wook (Hangul: 안재욱, Hanja: 安在旭, Hán Việt: An Tại Húc), Diễn viên Hàn Quốc
- Ahn Jung-Hwan (Hangul: 안정환, Hanja: 安貞桓, Hán Việt: An Trinh Hoàn), cầu thủ bóng đá Hàn Quốc
- Kangta, tên thật là An Chilhyun (Hangul: 안칠현, Hanja: 安七炫, Hán Việt: An Thất Huyễn), ca sĩ Hàn Quốc
- Ahn Sohee, (Hangul: 안소희, Hanja: 安昭熙, Hán Việt: An Chiêu Hy), từng là ca sĩ thuộc nhóm nhạc nữ Wonder Girls của Hàn Quốc, hiện tại là Diễn viên trực thuộc KeyEast Entertainment.
- Ahn Hyo-jin (LE) (Hangul: 안효진, Hanja: 安孝珍, Hán Việt: An Hiếu Trân), nữ rapper, ca sĩ, nhạc sĩ, thành viên nhóm nhạc nữ EXID của Hàn Quốc.
- Ahn Hee-yeon (Hani) (Hangul: 안희연, Hanja: 安喜延, Hán Việt: An Hi Nghiên), nữ ca sĩ, thành viên nhóm nhạc nữ EXID của Hàn Quốc.
- Ahn Yeon-seok (Nghệ danh: Yoo Yeon-seok, Hangul: 안연석, Hanja: 安演錫, Hán Việt: An Nghiên Thức), nam Diễn viên Hàn Quốc.
- An Yujin (Hangul: 안유진, Hanja: 安兪真, Hán Việt: An Du Chân), cựu thành viên IZ*ONE, trưởng nhóm IVE
- Ahn Hyeong Seob: Ca sĩ Hàn Quốc, thuộc Yuehua Entertainment
- Ahn Seongmin (Hán Việt: An Thành Mẫn), thành viên nhóm nhạc Cravity
- Xương tần An thị (chữ Hán: 昌嬪安氏, Hangul: 창빈안씨; 1499 - 8 tháng 10, 1549), phi tần của Triều Tiên Trung Tông, nội tổ mẫu của Triều Tiên Tuyên Tổ